# 莊拿斯·干卡維斯·奧利華拉
莊拿斯·干卡維斯·奧利華拉（葡萄牙語：Jonas Gonçalves Oliveira，1984年4月1日—），簡稱莊拿斯 （Jonas，葡萄牙語發音：[ʒuˈnais]）是巴西退役足球運動員，司職前鋒，也能客串翼鋒和進攻中場。

## 外部連結
- 賓菲加官方檔案 （页面存档备份，存于） （葡萄牙文）
- BDFutbol檔案 （页面存档备份，存于） （英文）
- Zerozero數據和檔案[永久] （英文）
- Transfermarkt檔案 （页面存档备份，存于） （英文）
- Ciberche數據和檔案 （页面存档备份，存于） （西班牙文）